# Разведение насекомых
Разведение насекомых — практика использования насекомых в качестве скота. Насекомые могут выращиваться ради продукции, которую они производят, в качестве пищи, красителя или с другими целями.

## Основные виды культивируемых насекомых

### Тутовый шелкопряд
Гусениц домашнего шелкопряда выращивают для производства шёлка. В процессе создания кокона гусеницы выделяют эластичное волокно, которое используется человеком для производства различных видов тканей.

### Медоносные пчёлы
Продукция пчёл включает мёд, пчелиный воск, пергу, пчелиную обножку, прополис, маточное молочко, пчелиный яд и другое. Продукты пчеловодства в основном используются в пищу, однако пчелиный воск имеет много других применений.

### Лаковые червецы
Лаковые червецы выделяют смолистое вещество, называемое лак. Лак используется множеством способов, от употребления его в пищу до производства красителя и средств для отделки деревянных поверхностей. Большая часть производства лака приходится на Индию и Таиланд, где в отрасли заняты более двух миллионов человек.

### Кошениль
Мексиканская кошениль производит красный краситель кармин, который используется при производстве пищевых продуктов, косметики, краски, тканей и т. д. Для производства 1 кг кармина требуется около 100 000 насекомых, а его оттенок зависит от способа их обработки. Франция является крупнейшим в мире импортером кармина.

### Сверчки
Среди сотни разных видов сверчков, домашний сверчок (Acheta domesticus) — наиболее распространенный вид, используемый для употребления в пищу. Сверчок — одно из самых питательных съедобных насекомых, и во многих частях мира сверчки употребляются жареными, запеченными, жаренными во фритюре и вареными. Сверчки могут употребляться в форме муки, которая является порошком из сушеных и перемолотых насекомых и легко интегрируется во многие рецепты. Сверчки обычно выращиваются не для человеческой, а для животной пищи, так как они дают много нутриентов для многих видов рептилий, рыб, птиц и других животных, которые употребляют их. Сверчков перед использованием умерщвляют заморозкой, при этом они не чувствуют боли.

### Личинки восковой моли
Гусеницы восковой моли широко используются во всём мире для производства продовольствия, наживки для ловли рыбы, научных исследований. С низким содержанием белка и высоким — жира они являются ценным источником жира для многих насекомоядных организмов. Эти личинки для разведения не требуют особых температурных условий и просты в производстве.

### Тараканы
Таракановодство стало растущей областью в Китае в начале 2000-х годов.

### Шмели
Разведение шмелей используется для опыления сельскохозяйственных культур с целью повышения их урожайности.